# Камник
Камник е град в северна Словения. Той е център на община Камник. Обхваща голяма част от Камникските Алпи и района около тях. На територията на града се намират руините на два замъка, както и много други примери за историческа архитектура.

## История
За първи път името Камник е споменато през 11 век. Първият път, в който се споменава като град, е през 1229, когато е важна търговска точка от пътя между Любляна и Целе. Това го превръща в един от най-старите градове в Словения. През средновековието Камник има своя собствена валута и няколко аристократични семейства сред жителите му. Градът е сред най-влиятелните центрове на сила за Баварските графове на Андекс в региона на Карниола по това време. Единствените останали белези за благородническото население са двата разрушени замъка, които са построени на стратегически високи места близо до центъра на града. Францисканският манастир построен в града, само по себе си е доказателство за важността му. Сградата е добре съхранена, като се реновира през последните години.

## Значими личности
- Фран Албрехт (1889 – 1963), автор
- Франс Балантич (1921 – 1943), поет
- Юрий Япел (1744 – 1807), филолог
- Рудолф Майстер (1874 – 1934), военачалник
- Якоб Савиншек (1922 – 1961), скулптор и илюстратор
- Боян Краут (1908 – 1991), инженер

## Галерия
- Южната част на Камник с предградията
- Северните предградия на Камник с гледка към Алпите
- Родната къщата на Рудолф Майстер
- Гравюра на Камник през 1689
- Малкият замък
- Замъкът Заприс
- Францисканският манастир